# 9e cérémonie des Critics' Choice Movie Awards
La 9e cérémonie des Critics' Choice Movie Awards, décernés par la Broadcast Film Critics Association, a eu lieu le 10 janvier 2004, et a récompensé les films sortis en 2003.

## Palmarès

### Meilleur film
- Le Seigneur des anneaux : Le Retour du roi 
  - Big Fish
  - Retour à Cold Mountain
  - Le Monde de Nemo
  - In America
  - Le Dernier Samouraï
  - Lost in Translation
  - Master and Commander : De l'autre côté du monde (Master and Commander: The Far Side of the World)
  - Mystic River
  - Pur Sang, la légende de Seabiscuit

### Meilleur acteur
- Sean Penn pour le rôle de Jimmy Markum dans Mystic River 
  - Russell Crowe pour le rôle du Capitaine Jack Aubrey dans Master and Commander : De l'autre côté du monde (Master and Commander: The Far Side of the World)
  - Johnny Depp pour le rôle du Capitaine Jack Sparrow dans Pirates des Caraïbes : La Malédiction du Black Pearl
  - Ben Kingsley pour le rôle de Behrani dans House of Sand and Fog
  - Bill Murray pour le rôle de Bob Harris dans Lost in Translation

### Meilleure actrice
- Charlize Theron pour le rôle d'Aileen Wuornos dans Monster 
  - Jennifer Connelly pour le rôle de Kathy dans House of Sand and Fog
  - Diane Keaton pour le rôle d'Erica Jane Barry dans Tout peut arriver
  - Nicole Kidman pour le rôle d'Ada Monroe dans Retour à Cold Mountain
  - Samantha Morton pour le rôle de Sarah dans In America
  - Naomi Watts pour le rôle de Cristina Peck dans 21 Grammes

### Meilleur acteur dans un second rôle
- Tim Robbins pour le rôle de Dave Boyle dans Mystic River 
  - Alec Baldwin pour le rôle de Shelly Kaplow dans Lady Chance
  - Paul Bettany pour le rôle du Dr. Stephen Maturin dans Master and Commander : De l'autre côté du monde (Master and Commander: The Far Side of the World)
  - Benicio del Toro pour le rôle de Jack Jordan dans 21 Grammes
  - Ken Watanabe pour le rôle de Katsumoto dans Le Dernier Samouraï

### Meilleure actrice dans un second rôle
- Renée Zellweger pour le rôle de Ruby dans Retour à Cold Mountain 
  - Patricia Clarkson pour le rôle de Joy Burns dans Pieces of April
  - Marcia Gay Harden pour le rôle de Celeste Boyle dans Mystic River
  - Holly Hunter pour le rôle de Melanie Freeland dans Thirteen
  - Scarlett Johansson pour le rôle de Charlotte dans Lost in Translation

### Meilleure performance d'enfant
- Keisha Castle-Hughes pour le rôle de Paikea dans Paï 
  - Evan Rachel Wood pour le rôle de Tracy Freeland dans Thirteen
  - Sarah Bolger pour le rôle de Christy dans In America
  - Emma Bolger pour le rôle d'Ariel dans In America

### Meilleure distribution
- Le Seigneur des anneaux : Le Retour du roi
  - A Mighty Wind
  - Love Actually
  - Mystic River

### Meilleur réalisateur
- Peter Jackson - Le Seigneur des anneaux : Le Retour du roi
  - Tim Burton - Big Fish
  - Sofia Coppola - Lost in Translation
  - Clint Eastwood - Mystic River
  - Jim Sheridan - In America

### Meilleur scénariste
- Jim Sheridan, Kirsten Sheridan et Naomi Sheridan - In America
  - John August - Big Fish
  - Sofia Coppola - Lost in Translation
  - Brian Helgeland - Mystic River
  - Gary Ross - Pur Sang, la légende de Seabiscuit

### Meilleur film étranger
- Les invasions barbares •  Canada ( Québec)
  - La Cité de Dieu (Cidade de Deus) •  Brésil
  - Swimming Pool •  France

### Meilleur film de famille
- Pirates des Caraïbes : La Malédiction du Black Pearl (Pirates of the Caribbean: The Curse of the Black Pearl)
  - Harry Potter et la Chambre des secrets

### Meilleur film d'animation
- Le Monde de Nemo
  - Frère des ours
  - Les Triplettes de Belleville

### Meilleur téléfilm
- Angels in America

### Meilleur documentaire
- Capturing the Friedmans

### Meilleure musique de film
- "A Mighty Wind", interprétée par  Christopher Guest, Michael McKean, Eugene Levy - A Mighty Wind
  - "Man of the Hour", écrite par Eddie Vedder, interprétée par Pearl Jam - Big Fish
  - "School of Rock", écrite par Sammy James, Mike White, interprétée par  Jack Black - Rock Academy
  - "The Heart of Every Girl", écrite et interprétée par Elton John - Le Sourire de Mona Lisa
  - "Time Enough for Tears", écrite par Bono, Gavin Friday, Maurice Seezer, interprétée par Andrea Corr - In America

### Meilleur compositeur
- Howard Shore pour la composition de la bande originale de Le Seigneur des anneaux : Le Retour du roi

### Passion in Film Award
- Peter Weir

### Lifetime Achievement Award
- Clint Eastwood

## Statistiques

### Nominations multiples
7 : In America, Mystic River
5 : Lost in Translation
4 : Le Seigneur des anneaux : Le Retour du roi, Big Fish
3 : Retour à Cold Mountain, Master and Commander : De l'autre côté du monde (Master and Commander: The Far Side of the World)
2 : Le Monde de Nemo, Le Dernier Samouraï, Pur Sang, la légende de Seabiscuit, House of Sand and Fog, A Mighty Wind, 21 Grammes
2 : Jim Sheridan, Sofia Coppola

### Récompenses multiples
Légende : Nombre de récompenses/Nombre de nominations
4/4 : Le Seigneur des anneaux : Le Retour du roi
2/7 : Mystic River